# Ga Anam
Ga Anam (Bệnh viện Đại học Hàn Quốc) (Tiếng Hàn: 안암(고대병원앞)역, Hanja: 安岩, 高大病院앞驛) là ga tàu điện ngầm trên Tuyến số 6 của Tàu điện ngầm Seoul ở Goryeo-daero, Seongbuk-gu, Seoul. Tên phụ của nhà ga được xác định theo thông báo của chính quyền thành phố và Bệnh viện Đại học Hàn Quốc và Trung tâm Y tế Đại học Hàn Quốc Anam ở gần đó.

## Lịch sử
- 15 tháng 12 năm 2000: Tàu điện ngầm Seoul tuyến số 6 mở đoạn giữa Eungam và Sangwolgok

## Bố trí ga
| Bomun ↑            |
| \| W/B             |
| ↓ Đại học Hàn Quốc |

| Hướng Tây  | ● Tuyến 6 | ← Hướng đi Yaksu · Gongdeok · Sân vận động World Cup · Eungam |
| Hướng Đông | ● Tuyến 6 | → Hướng đi Đại học Hàn Quốc · Seokgye · Taereung · Sinnae →   |

## Xung quanh nhà ga
| Lối ra \| 나가는 곳 \| Exit \| 出口 | Lối ra \| 나가는 곳 \| Exit \| 出口 |
| ----------------------------------- | --- |
| 1                                   | Bệnh viện Anam Đại học Hàn Quốc · Trường Y Đại học Hàn Quốc Trường trung học cơ sở và trung học Yongmun Trường tiểu học Anam Đại học nữ Sungshin |
| 2                                   | Đại học Hàn Quốc Ngã tư Đại học Hàn Quốc Ngôi làng hạnh phúc Seunggawon                                                                          |
| 3                                   | Jangwi 2-dong Bưu điện Seokgwan-dong Trường tiểu học Jangwi Khu vực Jangwi Chợ Jangwi                                                            |
| 4                                   | Đại học Hàn Quốc (Khoa học Vật lý) Trung tâm cộng đồng Anam-dong                                                                                 |

## Thư viện

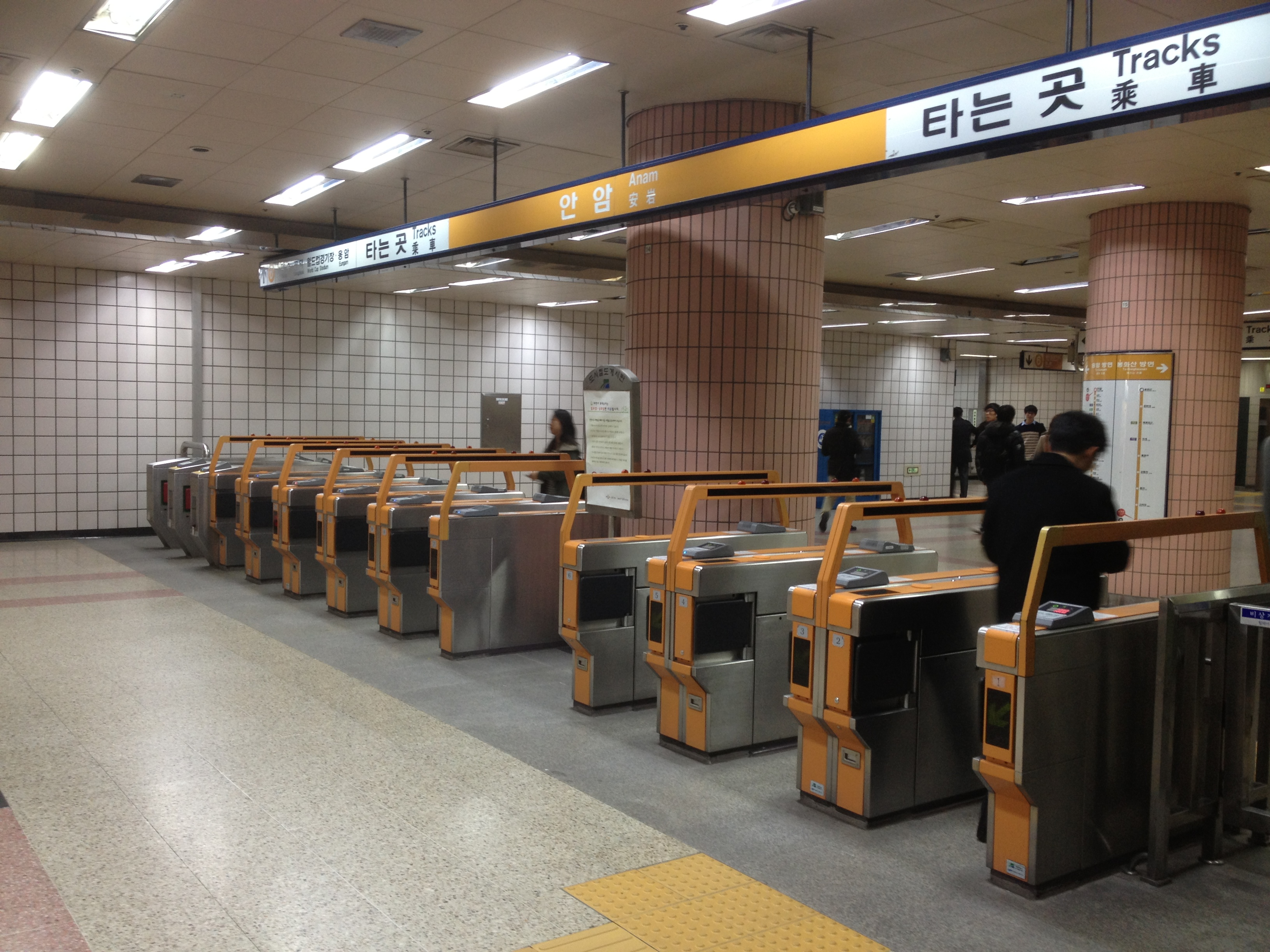
Cửa soát vé
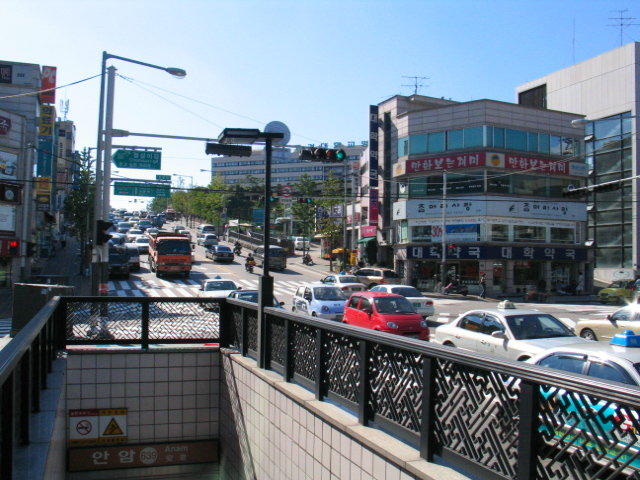
Chụp theo hướng ngã tư Ga Anam từ Lối ra số 3 vào năm 2004